# Епархия Ново-Место
Епархия Ново-Место (словен. Škofija Novo mesto, лат. Dioecesis Novae Urbis) — католическая епархия латинского обряда в Словении. Центр в городе Ново-Место. Подчинена Люблянской архиепархии. Кафедральным собором епархии является Собор Святого Николая в Ново-Место.
Епархия Ново-Место создана 7 апреля 2006 года, когда была проведена реорганизация церковной структуры в Словении, в частности созданы три новые епархии.
По данным на 2006 год в епархии насчитывалось 137,5 тысяч католиков (86,1 % населения), 71 приход, 104 священника (из них 18 иеромонахов), 46 монахов, 32 монахини..

## Ординарии епархии
- епископ Андрей Главан (7.04.2006 — по настоящее время).